# Фуэнлеаль, Себастьян де
Себастьян Рамирес де Фуэнлеаль (исп. Sebastián Ramírez de Fuenleal; 1490, Вильяэскуса-де-Аро, Кастилия-Ла-Манча — 22 января 1547, Вальядолид) — испанский священнослужитель, монах доминиканского ордена, епископ Санто-Доминго в 1528—1530 годах. С 10 января 1531 по 16 апреля 1535 года исполнял обязанности председателя Второй Аудиенсии, то есть был фактическим правителем Новой Испании. Входил в состав Совета по делам Индий (с 1540 года).

## Биография
Происходил из семьи идальго. В 16-летнем возрасте поступил в университет Вальядолида, специализируясь по каноническому праву. В 1520 году назначен инквизитором Севильи, позднее занимал пост королевского канцлера в Гранаде.
На посту епископа Санто-Доминго вынужден был реформировать местное казначейство, и защищал индейцев от жестокости испанских колонистов. Начал строительство школ и уделял особое внимание горным промыслам. В период его служения произошло восстание в Баоруко (Bahoruco). Не выступая против торговли африканскими неграми, необходимыми для работ на плантациях, боролся с монополистами-работорговцами, которые взвинчивали цены на живой товар.

### Правитель Мексики
12 января 1530 года указом короля Карла V был назначен главой Королевской Аудиенсии в Мексике — коллегиального органа для налаживания администрации в этой стране. Помимо Фуэнлеаля в состав Аудиенсии входили: Васко де Кирога, Хуан де Сальмерон, Алонсо де Мальдонадо, Франсиско Сейнос в звании oidores (судий). Назначение произошло по протекции архиепископа Бадахоса, который занимал видное положение при дворе. Все члены Аудиенсии находились в разных частях Испании, один только Фуэнлеаль был знаком с Новым Светом.
Приблизительно в это же время в Мексику из Испании вернулся Кортес, считавший себя самовластным правителем. Он был пожалован званием генерал-капитана колонии и титулом Маркиза Оахаки, с правом держать 23 тысячи вассалов. По пути в Веракрус, Кортес специально посетил Санто-Доминго, чтобы познакомиться с Фуэнлеалем. Фуэнлеаль и Васко де Кирога прибыли в Мехико вместе в начале октября, не спеша вступать в свои полномочия, стремясь поначалу ознакомиться со страной и её жителями. Аудиенсия стала исполнять свои обязанности 10 января 1531 года.
Епископ Фуэнлеаль начал свою деятельность с вынесения порицания епископу Мехико — Хуану де Сумаррага за многочисленные злоупотребления в ходе христианизации индейцев, а затем возглавил трибунал, перед которым предстали члены первой Аудиенсии, в том числе конкистадор Нуньо де Гусман, а также епископ Сумаррага и сам Кортес.
На посту правителя Фуэнлеаль улучшил дорогу, ведущую из Мехико в Веракрус, а также основал город Пуэбла-де-лос-Анхелес (16 апреля 1531 года). При нём в Мексике началось разведение крупного рогатого скота и лошадей. Фуэнлеаль приобрёл для основанного Сумаррагой колледжа Санта-Крус де Тлателолько печатный станок.
Епископ Фуэнлеаль живо интересовался историей и обычаями индейцев, и всячески поощрял миссионеров собирать местные рукописи и литературные памятники. Предложил отменить натуральные налоги и боролся с энкомьендой. Кроме того, он построил в Мехико водопровод. Эти действия подготовили почву для успешного администрирования первого вице-короля Новой Испании — дона Антонио де Мендоса.
Самым бурным в карьере Фуэнлеаля был 1532 год. Долго тянулось судебное разбирательство: Сумаррага и Кортес были оправданы, много шума наделал запрет обращать индейцев в рабство. 25 апреля 1532 года Оахака получила королевским указом статус города.
Епископ Сумаррага в 1532 году был отправлен в Испанию для дальнейшего разбирательства, и вернулся в Мексику в 1534 году. Кортес в этот период организовывал экспедиции для завоевания Калифорнии.

## Возвращение в Испанию
К 1535 году здоровье Фуэнлеаля сильно пошатнулось, и он перестал отправлять свои обязанности. В 1537 году он вернулся в Испанию, где последовательно был епископом Леона и Куэнки (с 1542 года). В 1540 году он занял пост главы Канцелярии Вальядолида и стал членом Совета по делам Индий. В 1542 году участвовал в работе комиссий по выработке законов для индейских народов Нового Света. Скончался в Вальядолиде, занимая пост епископа Куэнки. Был похоронен в доминиканском монастыре Санта-Крус в Вильяэскусе, где некогда появился на свет.